# Killall (Unix)
A killall a Unix-szerű rendszerekben található parancs több processz név alapján történő kilövésére. Két eltérő implementációja létezik.
- Az egyik implementálása a UNIX System V-ben (ez magába foglalja a Solarist) és a Linux csomagban található, ez egy nagyon veszélyes parancs, mert bezárja az összes folyamatot és a rendszerből is kilép, akkor is ha ez a root felhasználó.
- Egy másik implementációja a FreeBSD és Linux csomagban található, mely hasonló parancs, azzal az eltéréssel, hogy ezek( pkill és skill) csak a parancssorban megadott folyamatot zárják be.

## Példák
Az összes folyamat kilövése (a UNIX System V verzióban)
killall
A GNOME Display Manager bezárása
killall gdm
Az összes jel listája (FreeBSD/Linux verzióban)
killall -l
A USR1 jel elküldése a dd folyamatnak (FreeBSD/Linux verzióban)
killall -s USR1 dd
Egy folyamat kiölése, ha ez nem ad jelt (FreeBSD/Linux verzióban)
killall -9 dd
A szám argumentum egy speciális jel amit a folyamatnak küld a parancs. A fenti esetben a parancs a 9 jelt küldi a folyamatnak, amely egy SIGKILL jel, az alapértelmezett SIGTERM ellentettje.